# Грузинская Бетания
Монастырь Бета́ния в честь Рождества Пресвятой Богородицы, более известный как Грузинская Бетания (груз. ბეთანია /bɛˈtʰanɪa/, от арам. בית עניא Бейт-Аниа — «Вифания») — действующий мужской монастырь Мцхета-Тбилисской епархии Грузинской православной церкви. Расположен в Грузии, в 16 км от Тбилиси, в ущелье реки Вере около села Квесети.

## История
Название монастыря происходит от названия деревни Вифания в Палестине. Основание монастыря относят к XI веку. Считался родовым монастырём Орбелиани.
Сильно разрушенный во время разных местных конфликтов и иностранных вторжений, монастырь был случайно обнаружен во время охоты князем Григорием Орбелиани (1804—1883) и восстановлен во второй половине XIX века усилиями иеромонаха Спиридона Кетиладзе, который был настоятелем до 1922 года. Он и его преемник, Илия Панцулая, были расстреляны при советской власти.
Фрески монастыря были изучены Григорием Гагариным, открывшим и очистившим лик царицы Тамары в 1851 году и опубликовавшим свои рисунки и отчёты в том же году.
Бетания оставалась единственным действующим грузинским монастырем, хотя и неофициально, до 1963 года. В 1978 году энергичному Патриарху Грузии Илии II удалось получить разрешение советских властей на открытие монастыря.

## Архитектура
В прежние времена территория монастыря, вероятно, была окружена массивной стеной, но от неё сохранились только отдельные камни, разбросанные в лесу по-соседству. Главная из сохранившихся сооружений — купольная церковь Рождества Богородицы — построена на рубеже XII—XIII веков. Сохранилась также небольшая церковь Георгия (1196).

## Живопись
Роспись стен монастырской церкви является выдающимся памятником грузинской монументальной живописи XII—XIII вв. Картины отличает высокое мастерство, рядом с алтарем композиция «молений» (сохранились только фрагменты фигуры Христа, сидящего на престоле), на стенах алтарной апсиды пророки с грузинскими свитками в руках, северная стена посвящена циклу страстей Спасителя, а южная стена — сценам из Ветхого Завета, западная стена расписана сюжета и Судного Дня.

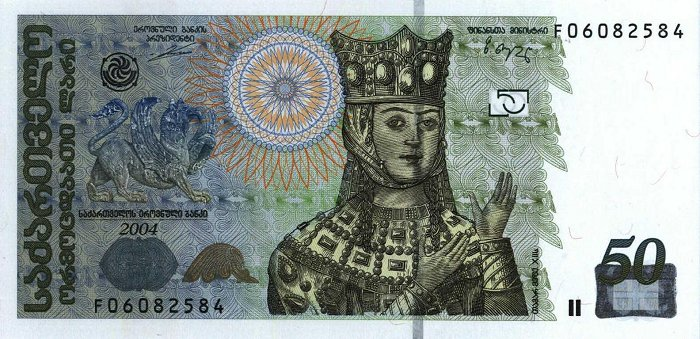

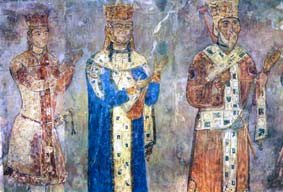
Фреска из Бетании

Рядом со сценами религиозного содержания на северной стороне имеется значительное количество портретов исторических личностей — Георгия III, царицы Тамары, Георгия IV Лаша. Фрески были выполнены при жизни Тамары, в 1207 году, во время правления Георгия IV Лаша. Фреска с изображением царицы Тамары в церкви Бетании — одна из четырёх фресок в Грузии, воспроизведена на банкнота 50 лари.